# Sojoez TMA-02M
Sojoez TMA-02M (Russisch: Союз ТМА-02M) was een vlucht naar het Internationaal ruimtestation ISS. Het werd gelanceerd op 7 juni 2011 met drie bemanningsleden van ISS Expeditie 28. TMA-02M was de 110e vlucht van een Sojoez-ruimteschip, na de eerste lancering in 1967. De Sojoez bleef aan het ISS gekoppeld voor de duur van expeditie 28 en diende als reddingsschip.

## Bemanning
Dit is de bemanning voor ISS Expeditie 28

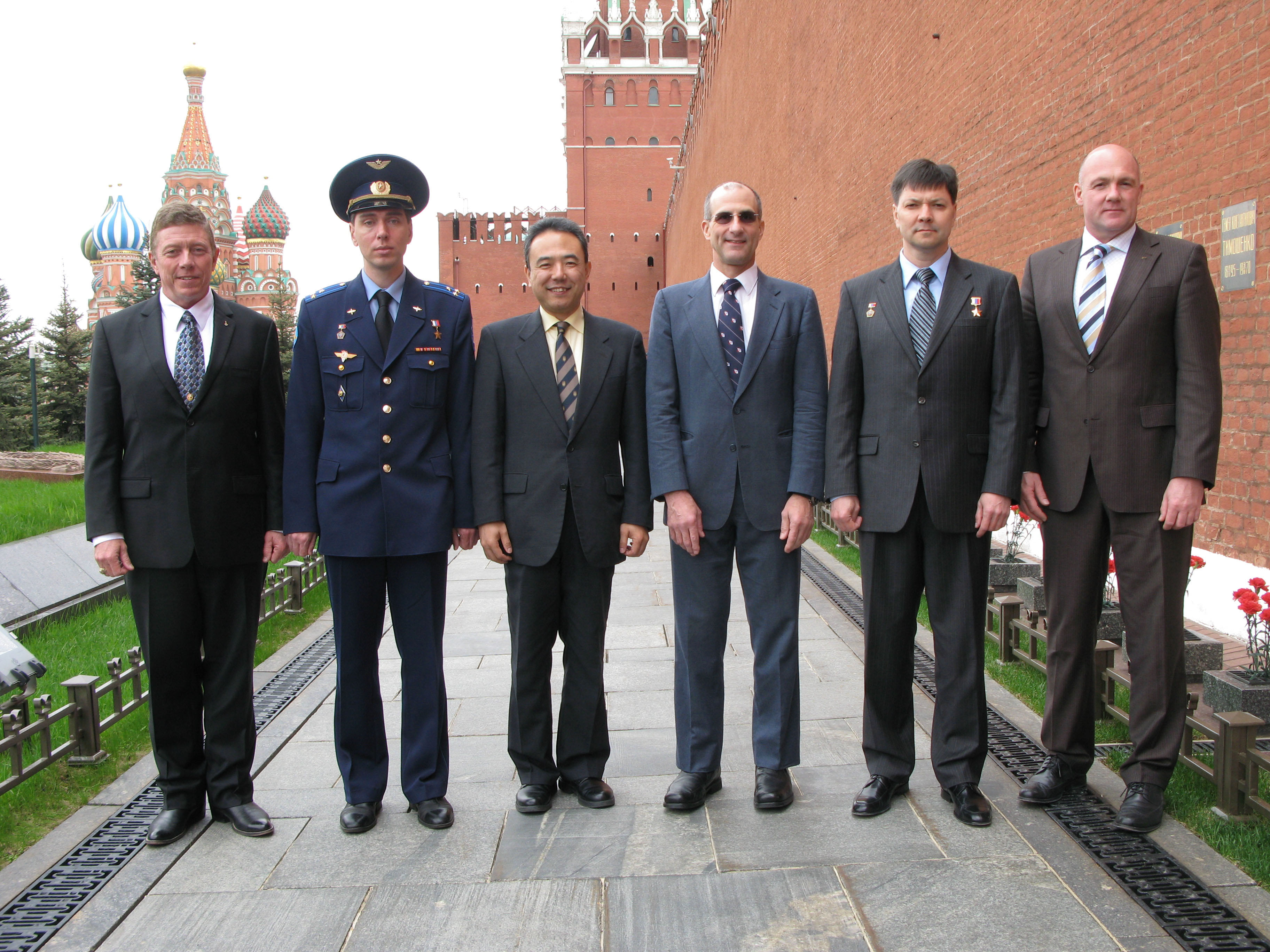
De hoofd en reservebemanning van Sojoez TMA-02M

- Sergej Volkov (2) - Bevelhebber
- Michael Fossum (3) - Piloot 1
- Satoshi Furukawa (1) - Piloot 2

## Reservebemanning
De crew van Sojoez TMA-03M was de reservebemanning voor deze vlucht.
- Oleg Kononenko (2) - Bevelhebber
- André Kuipers (2) - Piloot 1
- Don Pettit (3) - Piloot 2